# Les Augustins
Les Augustins är öar i Guadeloupe (Frankrike). De ligger i den södra delen av Guadeloupe, 21 km sydost om huvudstaden Basse-Terre.